# Daniele Corvia
Daniele Corvia est un ancien footballeur italien né le 22 novembre 1984 à Rome qui évoluait au poste d'attaquant.

## Carrière
- 2002-2005 : AS Rome  Italie (16 matchs, 0 but)
- 2005-2006 : Ternana Calcio  Italie (28 matchs, 3 buts)
- 2006-2008 : AC Sienne  Italie (20 matchs, 1 but)
- 2008 : prêt → US Lecce  (13 matchs, 6 buts)
- 2008-2009 : prêt → Empoli FC  (27 matchs, 7 buts)
- 2009-2013 : US Lecce  Italie (35 matchs, 17 buts)

## Palmarès
- Champion de Serie B en 2010 avec l'US Lecce.